# Гільдегард Фальк
Гільдегард Фальк (нім. Hildegard Falck; до шлюбу Янце (нім. Janze); нар. 8 червня 1949) — німецька легкоатлетка, яка спеціалізувалася в бігу на короткі дистанції.

## Із життєпису
Олімпійська чемпіонка-1972 з бігу на 800 метрів та бронзова призерка на тій самій Олімпіаді в естафеті 4×400 метрів.
Срібна призерка чемпіонату Європи-1971 в естафеті 4×400 метрів.
Чемпіонка Європи в приміщенні-1971 з бігу на 800 метрів.
Переможниця Кубку Європи-1970 з бігу на 800 метрів.
Перша спортсменка в історії, яка «вибігла» з офіційним результатом на 800-метрівці з 2 хвилин.
Екс-рекордсменка світу та Європи з бігу на 800 метрів та в естафеті 4×800 метрів.

## Основні міжнародні виступи
| Рік  | Змагання                      | Місто     | Місце | Дисципліна | Примітки         |
| ---- | ----------------------------- | --------- | ----- | ---------- | ---------------- |
| 1970 | Чемпіонат Європи в приміщенні | Відень    | 8     | 800 м      |                  |
| 1970 | Кубок Європи                  | Будапешт  | 1     | 800 м      |                  |
| 1971 | Чемпіонат Європи в приміщенні | Софія     | 1     | 800 м      |                  |
| 1971 | Чемпіонат Європи              | Гельсінкі | DNF   | 800 м      |                  |
| 1971 | 2                             | 4×400 м   |       |            |                  |
| 1972 | Олімпійські ігри              | Мюнхен    | 1     | 800 м      | Відео на YouTube |
| 1972 | 3                             | 4×400 м   |       |            |                  |